# Угол (Харовский район)
Угол — деревня в Харовском районе Вологодской области.
Входит в состав Кумзерского сельского поселения, с точки зрения административно-территориального деления — в Кумзерский сельсовет.
Расстояние по автодороге до районного центра Харовска — 50 км, до центра муниципального образования Кумзера — 1 км. Ближайшие населённые пункты — Назариха, Воронино, Кумзеро, Гришино, Максимовская, Княжая.
По переписи 2002 года население — 6 человек.